# Marsupidium renifolium
Marsupidium renifolium là một loài rêu tản trong họ Acrobolbaceae. Loài này được (Hässel de Menéndez & Solari) R.M. Schust. miêu tả khoa học lần đầu tiên năm 1978.